# Philips (casa discografica)
La Philips, in origine Dischi Philips, è stata una casa discografica italiana, di proprietà della Philips Records olandese.

## Storia della Philips in Italia
Fino al 1957 la Philips era stata distribuita in Italia dalla Melchioni; da quell'anno fino al 1963 invece la distribuzione fu rilevata dalla Melodicon (casa discografica fondata da Manlio Baron), ma all'inizio del 1963 decise di creare degli uffici in Italia.
Nello stesso periodo anche la Polydor Records e la Deutsche Grammophon (che fino al 1963 erano distribuite in Italia dalla Siemens) decisero di avere una presenza autonoma nella penisola, come la Philips: all'inizio di quell'anno le due aziende decisero di coordinare le attività nel mercato italiano, e creando il marchio Phonogram S.p.A., stabilirono degli uffici in via Benadir 14 a Milano.
Nel 1969 Alain Trossat fu nominato direttore artistico di entrambe le case discografiche che, seppure legate per quel che riguarda la distribuzione, continuarono a mantenere l'autonomia per quel che riguarda il catalogo; ricoprì questo ruolo per più di un decennio.
Inoltre la Phonogram assunse la distribuzione per l'Italia di alcune case discografiche estere, come la RSO di proprietà di Robert Stigwood.

Copertina di Felona e Sorona, album de Le Orme, gruppo che per più di dieci anni ha inciso per la Philips

Tornando alla Philips tra gli artisti più rappresentativi sono da citare Don Marino Barreto Junior, Wilma De Angelis, Arturo Testa, Le Orme, Roberto Vecchioni, Teresa De Sio, Antonello Venditti, Fabio Concato e Alberto Fortis.

## I dischi pubblicati
Per la datazione ci siamo basati sull'etichetta del disco, o sul vinile o, infine, sulla copertina; qualora nessuno di questi elementi avesse una datazione, ci siamo basati sulla numerazione del catalogo; se esistenti, abbiamo riportato oltre all'anno il mese e il giorno (quest'ultimo dato si trova, a volte, stampato sul vinile).
Nel corso degli anni la numerazione del catalogo ha subito vari cambiamenti, mantenendo comunque all'interno di ogni standard la progressione numerica cronologica.

### 78 giri
| Numero di catalogo | Anno     | Interprete      | Titoli                                                    |
| ------------------ | -------- | --------------- | --------------------------------------------------------- |
| P 63029 H          | ca. 1955 | Sergio Centi    | Te sto aspettanno/Tamburiata nera                         |
| P 63161 H          | 1956     | Amedeo Pariante | Io mammete e tu/Chella llà                                |
| P 63203 H          | 1957     | Lina Lancia     | Il valzer di Natascia/Que sera, sera                      |
| P 63210 H          | 1957     | Germana Caroli  | Domani/A Nueva Laredo                                     |
| P 63211 H          | 1957     | Bruno Pallesi   | Straniero tra gli angeli/Pioveva... pioveva... pioveva... |
| P 63276 H          | 1957     | Amedeo Pariante | L'ultimo raggio 'e luna/Lazzarella                        |
| P 63386 H          | 1959     | Arturo Testa    | Io sono il vento/Conoscerti                               |

### 33 giri - 25 cm
| Numero di catalogo | Anno | Interprete                         | Titoli                               |
| ------------------ | ---- | ---------------------------------- | ------------------------------------ |
| P 10113 R          | 1954 | Trio Los Paraguayos                | Bajo el Cielo del Paraguay           |
| P 10403 R          | 1955 | Trio Los Paraguayos                | Paraguayan Song                      |
| P 10405 R          | 1955 | Trio Los Paraguayos                | Paraguayan Song Nº 2                 |
| P 10654 R          | 1956 | Don Marino Barreto Junior          | Te lo digo cantando                  |
| P 10660 R          | 1957 | Don Marino Barreto Junior          | Don Marino Barreto Jr.               |
| P 10662 R          | 1957 | Giovanni Fenati e la sua orchestra | Dancing                              |
| P 10663 R          | 1959 | Gian Stellari                      | In casa con Gian Stellari            |
| P 10666 R          | 1959 | Don Marino Barreto Junior          | Sogni di fumo                        |
| P 10669 R          | 1959 | Arturo Testa                       | Arturo Testa                         |
| P 10673 R          | 1959 | Gian Stellari                      | Sanremo 1959                         |
| P 10674 R          | 1959 | Arturo Testa                       | Arturo Testa                         |
| P 10675 R          | 1959 | Wilma De Angelis                   | Juke box                             |
| P 10676 R          | 1959 | Esecutori vari                     | Gigi - Le canzoni originali del film |
| P 13639 L          | 1962 | Esecutori vari                     | Girl in the wood                     |

### 33 giri - 30 cm
| Numero di catalogo | Anno              | Interprete                                                   | Titoli                                                                         |
| ------------------ | ----------------- | ------------------------------------------------------------ | ------------------------------------------------------------------------------ |
| P 081505 L         | 1959              | Don Marino Barreto Junior                                    | Angeli negri                                                                   |
| P 081507 L         | 1959              | Esecutori vari                                               | Sagra della canzone nova – Assisi 1959                                         |
| P 081512 L         | 1960              | Don Marino Barreto Junior                                    | Marino Barreto Junior e il suo complesso                                       |
| P 081517 L         | 1960              | Don Marino Barreto Junior                                    | Altagracia                                                                     |
| 6323 001           | 1970              | Giorgio Laneve                                               | Giorgio Laneve                                                                 |
| 6323 003 L         | 1971              | Lally Stott                                                  | Chirpy chirpy, cheep cheep                                                     |
| 6323 004           | 1971              | Patty Pravo                                                  | Di vero in fondo                                                               |
| 6323 005           | 1971              | Gloria Christian                                             | La Napoli di Gloria Christian                                                  |
| 6323 007           | 1971              | Le Orme                                                      | Collage                                                                        |
| 6323 008           | 1971              | Giorgio Laneve                                               | Amore e leggenda                                                               |
| 6323 009           | 1971              | Fausto Leali                                                 | Run ...Fausto, run...                                                          |
| 6323 010           | 1971              | Patty Pravo                                                  | Per aver visto un uomo piangere e soffrire Dio si trasformò in musica e poesia |
| 6323 011           | 1971              | Modus Vivendi                                                | Finds a Way                                                                    |
| 6323 012           | 1972              | Jumbo                                                        | Jumbo                                                                          |
| 6323 013           | 1972              | Le Orme                                                      | Uomo di pezza                                                                  |
| 6323 014           | 1972              | Patty Pravo                                                  | Sì... Incoerenza                                                               |
| 6323 015 L         | 1972              | Augusto Martelli                                             | Black Sound from White People                                                  |
| 6323 016           | 1972              | I Nuovi Angeli                                               | Uakadi Uakadu                                                                  |
| 6323 017           | 1972              | Jumbo                                                        | DNA                                                                            |
| 6323 018           | 1972              | Augusto Martelli                                             | Grand prix                                                                     |
| 6323 019           | 1972              | Curtis Knight                                                | Curtis Knight & Tribe Vol. 1                                                   |
| 6323 020           | 1972              | Curtis Knight                                                | Curtis Knight & Tribe Vol. 2                                                   |
| 6323 021           | 1972              | Franco Mannino                                               | Ludwig Original Soundtrack                                                     |
| 6323 022           | 1972              | Franco Mannino                                               | Le crepuscule des dieux                                                        |
| 6323 023           | 1973              | Le Orme                                                      | Felona e Sorona                                                                |
| 6323 024           | 1973              | I Nuovi Angeli                                               | Troppo bella per restare sola                                                  |
| 6323 025           | 1973              | Jumbo                                                        | Vietato ai minori di 18 anni?                                                  |
| 6323 026 L         | 1973              | Curtis Knight                                                | The Guitar Rock of Curtis Knight Vol. 1                                        |
| 6323 027 L         | 1973              | Curtis Knight                                                | The Guitar Rock of Curtis Knight Vol. 2                                        |
| 6323 028           | 1974              | Le Orme                                                      | In concerto                                                                    |
| 6323 029           | 1974              | I Nuovi Angeli                                               | Anna da dimenticare                                                            |
| 6323 030           | 1974              | Peppino Gagliardi                                            | Vagabondo della verità                                                         |
| 6323 031           | 1974              | Gens                                                         | Gens                                                                           |
| 6323 032           | 1974              | If                                                           | Double Diamond                                                                 |
| 6323 033           | 1974              | Madrugada                                                    | Madrugada                                                                      |
| 6323 034           | 1974              | If                                                           | Not Just Another Bunch of Pretty Faces                                         |
| 6323 035           | 1974              | Le Orme                                                      | Contrappunti                                                                   |
| 6323 036           | 29 novembre 1974  | Peppino Gagliardi                                            | Quanno figlieto chiagne e vo' cantà, cerca 'int'a sacca...e dalle 'a libbertà! |
| 6323 037           | 1974              | Orchestra diretta da Filippo Tresca                          | Un uomo, una musica, un'immagine                                               |
| 6323 038           | 1974              | I Nuovi Angeli                                               | Stasera Clown                                                                  |
| 6323 040           | 1975              | Roberto Vecchioni                                            | Ipertensione                                                                   |
| 6323 041           | 1975              | Le Orme                                                      | Smogmagica                                                                     |
| 6323 042           | 1976              | Roberto Vecchioni                                            | Elisir                                                                         |
| 6323 043           | 1976              | John Davis And The Monster Orchestra                         | Night & Day                                                                    |
| 6323 044           | 1976              | Eugenio Bennato, Carlo D'Angiò                               | Garofano d'ammore                                                              |
| 6323 045           | 1976              | Le Orme                                                      | Verità nascoste                                                                |
| 6323 046           | 1977              | Madrugada                                                    | Incastro                                                                       |
| 6323 047           | 1977              | Leano Morelli                                                | Nata libera                                                                    |
| 6323 048 A         | 1977              | Hot Blood                                                    | Dracula and C°                                                                 |
| 6323 049           | 1977              | Roberto Vecchioni                                            | Samarcanda                                                                     |
| 6323 050           | 1977              | Messengers                                                   | First Message                                                                  |
| 6323 051           | 1977              | Francis Lai                                                  | Bilits                                                                         |
| 6323 052           | 1977              | Le Orme                                                      | Storia o leggenda                                                              |
| 6323 053           | 1977              | Twins                                                        | Twins                                                                          |
| 6323 055           | 1978              | Eugenio Bennato, Carlo D'Angiò                               | Musicanova                                                                     |
| 6323 056           | 1978              | Antonello Venditti                                           | Sotto il segno dei pesci                                                       |
| 6323 057           | 1978              | Saro Liotta                                                  | La seduzione                                                                   |
| 6323 058           | 1978              | Tony Esposito                                                | La banda del sole                                                              |
| 6323 059           | 1978              | Chrisma                                                      | Chinese Restaurant                                                             |
| 6323 060           | 1978              | La Stanza della Musica                                       | La Stanza della Musica                                                         |
| 6323 061           | 1978              | Leano Morelli                                                | Leano Morelli                                                                  |
| 6323 062           | 1978              | Roberto Vecchioni                                            | Calabuig, stranamore e altri incidenti                                         |
| 6323 063           | 1978              | Jorge Ben                                                    | A Banda do Ze Pretinho - Berenice                                              |
| 6323 064           | 1978              | Leroy Gomez                                                  | Gypsy Woman                                                                    |
| 6323 065           | 1978              | Leo Davide                                                   | Il mio diario                                                                  |
| 6323 066           | 1978              | Mario D'Azzo                                                 | Zucchero filato                                                                |
| 6323 067           | 1978              | Ugolino                                                      | Liberi tutti                                                                   |
| 6323 068           | 1978              | Franco Campanino                                             | Simpatiche canaglie - Colonna sonora della serie televisiva omonima            |
| 6323 069           | 1978              | Teresa De Sio                                                | Villanelle popolaresche del '500                                               |
| 6323 070           | 1979              | Gino D'Eliso                                                 | Santi ed eroi                                                                  |
| 6323 071           | 1979              | Judy Cheeks                                                  | Please Give Me This Night                                                      |
| 6323 072           | 1979              | Ian Matthews                                                 | Stealin' Home                                                                  |
| 6323 073           | 1979              | Alberto Fortis                                               | Alberto Fortis                                                                 |
| 6323 074           | 1979              | Teresa Gatta                                                 | Uscita di sicurezza                                                            |
| 6323 075           | 28 febbraio 1979  | Massimo Bubola                                               | Marabel                                                                        |
| 6323 076           | 1979              | Nuggets                                                      | N. Y. with Proud Mary                                                          |
| 6323 077           | 1979              | Revolver                                                     | Revolver                                                                       |
| 6323 078           | 1979              | Musicanova                                                   | Quanno turnammo a nascere                                                      |
| 6323 079           | 1979              | Leroy Gomez                                                  | I Got It Bad                                                                   |
| 6323 080           | 1979              | Orietta Berti, Claudio Lippi                                 | Barbapapà - Colonna sonora originale della seconda serie televisiva            |
| 6323 081           | 1979              | Roberto Cacciapaglia                                         | Sei note in logica                                                             |
| 6323 082           | 1979              | Leano Morelli                                                | Roma Londra Milano                                                             |
| 6323 083           | 1979              | Carlo Siliotto                                               | Ondina                                                                         |
| 6323 084           | 1979              | Missa Disco                                                  | Missa Disco                                                                    |
| 6323 085           | 1979              | ORS                                                          | Body to Body                                                                   |
| 6323 086           | 1979              | Le Orme                                                      | Florian                                                                        |
| 6323 087           | 1979              | Tantra                                                       | Hills of Katmandu                                                              |
| 6323 088           | 13 settembre 1979 | Fabio Concato                                                | Zio Tom                                                                        |
| 6323 089           | 1979              | Stradaperta                                                  | Maida Vale                                                                     |
| 6323 090           | 1979              | Charles Aznavour                                             | Ave Maria                                                                      |
| 6323 092           | 1979              | Antonello Venditti                                           | Buona domenica                                                                 |
| 6323 094           | 1979              | Esecutori vari                                               | Balla                                                                          |
| 6323 095           | 1980              | Nuggets                                                      | From New York All Over The World                                               |
| 6323 096           | 1980              | Adriana Asti, Ninetto Davoli (musiche di Antonello Venditti) | Addavenì Colonna sonora della commedia musicale televisiva                     |
| 6323 097           | 1980              | Roberto Vecchioni                                            | Luci a San Siro                                                                |
| 6323 098           | 1980              | Tantra                                                       | Mother Africa                                                                  |
| 6323 099           | 1980              | Artisti Vari                                                 | I Cantautori                                                                   |
| 6323 101           | 1980              | Alberto Fortis                                               | Tra demonio e santità                                                          |
| 6323 102           | 1980              | Le Orme                                                      | Piccola rapsodia dell'ape                                                      |
| 6323 103           | 1980              | Musicanova                                                   | Brigante se more                                                               |
| 6492 105           | 1980              | Andy Surdi                                                   | Andy Surdi                                                                     |
| 6492 106           | 1980              | Teresa De Sio                                                | Sulla terra sulla luna                                                         |
| 6492 113           | 1980              | Roberto Vecchioni                                            | Montecristo                                                                    |
| 6492 114           | 1978              | Charles Aznavour                                             | Un Natale un po' speciale                                                      |
| 6492 115           | 1981              | Gianfranco Manfredi                                          | Gianfranco Manfredi                                                            |
| 6492 118           | 1981              | Alberto Fortis                                               | La grande grotta                                                               |
| 6492 125           | 1982              | Italian Romantic Orchestra                                   | IRO                                                                            |
| 6492 127           | 1982              | Teresa De Sio                                                | Teresa De Sio                                                                  |
| 6492 131           | 1982              | Fabio Concato                                                | Fabio Concato                                                                  |
| 6492 135           | 1982              | Alberto Fortis                                               | Fragole infinite                                                               |
| 812 785-1          | 1983              | Teresa De Sio                                                | Tre                                                                            |
| 814 824-1          | 1983              | Tony De Vita                                                 | Goodbye Concerto                                                               |
| 818 032-1          | 1983              | Gigi Proietti                                                | Le more                                                                        |
| 822 040-1          | 1984              | Alberto Fortis                                               | El niño                                                                        |
| 822 079-1          | 1984              | Fabio Concato                                                | Fabio Concato                                                                  |
| 824 810-1          | 1985              | Teresa De Sio                                                | Africana                                                                       |
| 826 270-1          | 1985              | Alberto Fortis                                               | West of Broadway                                                               |
| 826 304-1          | 1985              | Christian                                                    | Sere                                                                           |
| 826 924-1          | 1986              | Christian                                                    | Insieme                                                                        |
| 830 037-1          | 1986              | Fabio Concato                                                | Senza avvisare                                                                 |
| 832 014-1          | 1987              | Christian                                                    | Quando l'amore...                                                              |
| 842 945-1          | 1990              | Fabio Concato                                                | Giannutri                                                                      |
| 848 445-1          | 1992              | Fabio Concato                                                | Vita quotidiana                                                                |

### EP
| Numero di catalogo | Anno            | Interprete                                           | Titoli |
| ------------------ | --------------- | ---------------------------------------------------- | --- |
| 421 400 PE         | 1954            | Trio Los Paraguayos                                  | Maria Dolores/Serenata/Malaguena/Pajaro campana                                                                                               |
| 421 401 PE         | 1956            | Trio Los Paraguayos                                  | Galopera/Viva la vida! Viva el amor!/Asi canta mi patria/Cascada                                                                              |
| 421 800 PE         | 1956            | Arturo Testa (tracce 1-2) e Lina Lancia (tracce 3-4) | Canzoni da Sanremo 1956: La vita è un paradiso di bugie/La colpa fu/Aprite le finestre/Amami se vuoi                                          |
| 421 804 PE         | 1956            | Arturo Testa e Lina Lancia (traccia 3)               | Canzoni dai film Serenata al vento: Serenata al vento/Sulle ali del sogno - Donne, amore e matrimoni: Amor y destino/Donne, amore e matrimoni |
| 421 807 PE         | 1957            | Wilma De Angelis                                     | Sabbia/T'aggia di 'na cosa/Luna-lù/Il primo bacio al chiar di luna                                                                            |
| 421 812 PE         | 1956            | Don Marino Barreto Junior                            | A voz de morro/Una notte ancora/Te lo digo cantando/Paraiba                                                                                   |
| 421 813 PE         | 1956            | Don Marino Barreto Junior                            | Adeus, adeus Morena/Una aventura mas/La più bella del mondo/Saudosa Maloca                                                                    |
| 421 814 PE         | 1957            | Amedeo Pariante                                      | Io mammete e tu/Scetate!/Chella llà/'A casciaforte                                                                                            |
| 421 815 PE         | 1957            | Duo Giolli                                           | Due voci, due chitarre |
| 421 817 PE         | 1957            | Wilma De Angelis                                     | A Venezia in carrozzella/T'aggia di 'na cosa/Casetta in Canadà/Il primo bacio al chiar di luna                                                |
| 421 823 PE         | 1957            | Armandino e il suo quintetto                         | Serenatella sciuè sciuè/Chillo ca sposa a te/Pobre luna/Manname 'nu raggio 'e sole                                                            |
| 421 824 PE         | 1957            | Armandino e il suo quintetto                         | Rome by night/'O suspiro/'O sisco/Quel motivetto che mi piace tanto                                                                           |
| 421 833 PE         | 1957            | Don Marino Barreto Junior                            | Lisboa Antigua/As mariposa/Nicolasa/Visino d'angelo                                                                                           |
| 421 834 PE         | 1957            | Don Marino Barreto Junior                            | Napulitano do Brazil/De corazon a corazon/Stupidella/Conselho de muhler                                                                       |
| 421 837 PE         | 1957            | Lina Lancia                                          | Autunno a Napoli: Chiove/Scalinatella/Munasterio 'e Santa Chiara/Vierno                                                                       |
| 421 839 PE         | 1957            | Armandino and his ensemble                           | Lazzarella/'O sisco/Pobre Luna/Serenatella sciué sciué                                                                                        |
| 421 842 PE         | 1958            | Armandino e il suo quintetto                         | Tipitipitipso/Tammy/'a sonnambula/Banana Boat                                                                                                 |
| 421 843 PE         | 1958            | Juan Herrera e la sua orchestra                      | Bajo el cielo... (sobre el mar)/A Puerto Rico/Senor calypso/Guanabacoa                                                                        |
| 421 853 PE         | 22 gennaio 1958 | Bruno Pallesi                                        | Non potrai dimenticare/Timida serenata/Nel blu dipinto di blu/L'edera                                                                         |
| 421 865 PE         | 1958            | Amedeo Pariante                                      | Torna a Surriento/Core 'ngrato/Anema e core/Comme facette mammeta                                                                             |
| 421 857 PE         | 1958            | Wilma De Angelis                                     | Little darlin'/Calypso melody/Domenica è sempre domenica/La vita è fatta di piccole cose                                                      |
| 421 858 PE         | 1958            | Amedeo Pariante                                      | Serenata pe' ce spassà/'A sunnambula/Nanassa/Tu vuo' fa' l'americano                                                                          |
| 421 859 PE         | 1958            | Don Marino Barreto Junior                            | Juana/Con te/Napolitan calypso/Tutti recitiamo                                                                                                |
| 421 868 PE         | 1958            | Don Marino Barreto Junior                            | Fischiettando nella notte/Don Marino rock'n'roll/Favole/T'ho perduta                                                                          |
| 421 872 PE         | 1958            | Maria Luisa Pisan                                    | Positano è 'na canzone/'nu quarto 'e luna/Tazza 'e cafè/Anema e core                                                                          |
| 421 875 PE         | 1958            | Wilma De Angelis                                     | Una casa portuguesa/Domenica è sempre domenica/La vita è fatta di piccole cose/Calypso melody                                                 |
| 421 880 PE         | 1958            | Lina Lancia                                          | Arrivederci Roma/Nostalgia de Roma/Quanto sei bella Roma/Vecchia Roma                                                                         |
| 421 884 PE         | 1958            | Arturo Testa                                         | n. 1 Sei fantastica/Sera/Dorina/Fischiettando                                                                                                 |
| 421 885 PE         | 1958            | Arturo Testa                                         | n. 2 Perché vivo/Quando una ragazza/Difenderò questo amore/Non maledir l'amore                                                                |
| 421 893 PE         | 1958            | Wilma De Angelis                                     | Juke Box/Parole d'amore/Questo nostro amore/Non ti potrò scordare                                                                             |
| 431 002 PE         | 1959            | Wilma De Angelis                                     | Songs of the Sanremo Song Festival 1959 |
| 431 013 PE         | 1959            | Don Marino Barreto Junior                            | Arrivederci/Mia cara Venezia/Per un bacio d'amor/Angeli negri                                                                                 |
| 431 023 PE         | 1959            | Arturo Testa                                         | Les Gitans/Uomo solo/Napulitan Tango/Ammore celeste                                                                                           |
| 431 024 PE         | 1959            | Wilma De Angelis                                     | Cerasella/Esta noche/Mi perderò/Kiss me |
| 431 027 PE         | 1959            | Luciano Rondinella                                   | Napulitanamente/Ogne ora è n'anno/Nun è peccato/Appassiunata                                                                                  |
| 431 036 PE         | 1959            | Luciano Rondinella                                   | Chiove/Autunno/Scétate/Tu nun mme vuò cchiù bene!                                                                                             |
| 431 045 PE         | 1960            | Don Marino Barreto Junior                            | Suavecito/Era tan linda/Abreme la puerta/Pao Pao                                                                                              |
| 432 522 PE         | 1961            | Sacha Distel                                         | Bye Bye Baby/Trois fois la France/Oui et non/C'est tout, c'est tout                                                                           |

### 45 giri - serie pf (1958 - 1969)
| Numero di catalogo | Anno           | Interprete                                              | Titoli                                                 |
| ------------------ | -------------- | ------------------------------------------------------- | ------------------------------------------------------ |
| 319 186 PF         |                | Trio Los Paraguayos                                     | Maria dolores/Hija de la luna                          |
| 319 516 PF         | 1955           | Trio Los Paraguayos                                     | Bell bird/Misionera                                    |
| 363 072 PF         | 1957           | Don Marino Barreto Junior                               | Una notte ancora/Octaviano                             |
| 363 196 PF         | 1957           | Amedeo Pariante                                         | Guaglione/Suspiranno 'na canzone                       |
| 363 197 PF         | 1957           | Wilma De Angelis                                        | Luna-lù/T’aggia a dì ‘na cosa                          |
| 363 245 PF         | 1957           | Wilma De Angelis                                        | Casetta in Canadà/A Venezia in carrozzella             |
| 363 275 PF         | 1958           | Don Marino Barreto Junior                               | Stupidella/Visino di angelo                            |
| 363 303 PF         | 1958           | Duo Giolli                                              | Piccolissima serenata/Serenate a mille pupe            |
| 363 309 PF         | 1958           | Lina Lancia                                             | Vivrò/T'amo e t'odio                                   |
| 363 312 PF         | 1958           | Armandino (sul lato A)(Arnaldo Ciato (sul lato B)       | Alta marea/La girandola                                |
| 363 324 PF         | 1958           | Don Marino Barreto Junior                               | Hasta la vista senora/Maria                            |
| 363 335 PF         | 1958           | Wilma De Angelis                                        | Come prima/No Jazz                                     |
| 363 336 PF         | 1958           | Wilma De Angelis                                        | Ti dirò/Dolce abitudine                                |
| 363 337 PF         | 1958           | Duo Giolli                                              | ??/'O mambo d''e cartuline                             |
| 363 349 PF         | 1958           | Arturo Testa                                            | Concerto d'autunno/I clochards                         |
| 363 352 PF         | 1958           | Armandino                                               | Raunchy/Marjolaine                                     |
| 363 360 PF         | 1958           | Luciano Rondinella                                      | Napule 'mbraccia a te/'O cantastorie                   |
| 363 366 PF         | 1958           | Arturo Testa                                            | Donna di nessuno/Piccolo sole                          |
| 363 373 PF         | 1959           | Arturo Testa                                            | Il grande cielo/Nessuno sa                             |
| 363 375 PF         | 1959           | Wilma De Angelis                                        | Nessuno/Un bacio sulla bocca                           |
| 363 376 PF         | 1959           | Arturo Testa                                            | Io sono il vento/Partir con te                         |
| 363 379 PF         | 1959           | Jolanda Rossin                                          | La vita mi ha dato solo te/Adorami                     |
| 363 382 PF         | 1959           | Wilma De Angelis e Arturo Testa                         | Lì per lì/Una marcia in fa                             |
| 363 383 PF         | 1959           | Armandino                                               | Io/Donna                                               |
| 363 384 PF         | 1959           | Armandino                                               | Tre volte baciami/Al chiar di luna porto fortuna       |
| 363 387 PF         | 1959           | Don Marino Barreto Junior                               | Arrivederci/Angeli negri                               |
| 363 389 PF         | 1959           | Arturo Testa                                            | Salomon/Jerusalem                                      |
| 363 394 PF         | 1959           | Wilma De Angelis                                        | Mi perderò/Basime cussì                                |
| 363 398 PF         | 1959           | Arturo Testa                                            | Uomo solo/Il mio sole sei tu                           |
| 363 401 PF         | 1959           | Wilma De Angelis                                        | Esta Noche/Suonavano un blues                          |
| 363 402 PF         | 1959           | Arturo Testa                                            | Les Gitans/Granada                                     |
| 363 403 PF         | 1959           | Wilma De Angelis                                        | Kiss me/Venus                                          |
| 363 407 PF         | 1959           | Wilma De Angelis, lato B con Duo Giolli                 | Cerasella/Napule 'ncoppa 'a luna                       |
| 363 411 PF         | 1959           | Don Marino Barreto Junior                               | Piangi/Morreu o meu primeiro amor                      |
| 363 415 PF         | 1959           | Arturo Testa                                            | Dentro di me/Aida rock                                 |
| 363 416 PF         | 1959           | Armandino                                               | Alma Llanera/Pity Pity                                 |
| 363 419 PF         | 1959           | Armandino                                               | Eskimoi/Danzar con te                                  |
| 363 423 PF         | 1959           | Wilma De Angelis                                        | Quando i grilli cantano/Nessuno sa                     |
| 363 428 PF         | 1959           | Dora Musumeci                                           | Ehi tu/Lullaby of Broadway                             |
| 363 433 PF         | 1959           | Arturo Testa                                            | Jerusalem/Salomon                                      |
| 363 438 PF         | 1959           | Don Marino Barreto Junior                               | Cibao adentro/È solo carità                            |
| 363 439 PF         | 1959           | Don Marino Barreto Junior                               | Come una bambola/He!Taxi                               |
| 363 440 PF         | 1959           | Don Marino Barreto Junior                               | Occhi di cielo/Non lasciarmi                           |
| 363 442 PF         | 1960           | Arturo Testa                                            | Romantica/Rio Bravo                                    |
| 363 444 PF         | 1960           | Wilma De Angelis                                        | Soltanto tu/Violette                                   |
| 363 446 PF         | 1960           | Arturo Testa con Gian Stellari e la sua Orchestra       | Hermano/Bambina                                        |
| 363 448 PF         | 1960           | Miryam Teny                                             | Per avvincerti di più/Rimani                           |
| 363 452 PF         | 1960           | Luciano Rondinella                                      | Chiove/Autunno                                         |
| 363 453 PF         | 1960           | Luciano Rondinella                                      | Scetate/Tu nu mme vuo' cchiù bene!...                  |
| 363 455 PF         | 1960           | Gian Stellari e la sua orchestra                        | Zanbonbo/Pablito                                       |
| 363 458 PF         | 1960           | Luciano Rondinella                                      | A come amore/Splende il sole                           |
| 363 460 PF         | 1960           | Wilma De Angelis                                        | Quando vien la sera/Perdoniamoci                       |
| 363 461 PF         | 1960           | Wilma De Angelis                                        | Splende l'arcobaleno/Amore abisso dolce                |
| 363 466 PF         | 1960           | Rik Rolando con i professori di Luciano e I Kronos      | Diabolic melody/Tango della morte                      |
| 363 467 PF         | 1960           | Rik Rolando con i professori di Luciano e I Kronos      | Kriminal Tango/Cadavere spaziale                       |
| 363 474 PF         | 1960           | Armandino                                               | Luci della città/A femmena bella è come 'sole          |
| 363 476 PF         | 1960           | Arturo Testa                                            | Why/El Paso                                            |
| 363 477 PF         | 1960           | Rob Nebbia                                              | Lasciate star la luna/Forse forse forse più            |
| 363 481 PF         | 1960           | Arturo Testa                                            | Scandalo al sole/Quanto sei bella                      |
| 363 484 PF         | 1960           | Don Marino Barreto Junior                               | Consuelo/T'ho donato il cuore                          |
| 363 485 PF         | 1960           | Rik Rolando                                             | Nary, Mary/Pilù...Hè                                   |
| 363 486 PF         | 1960           | Rob Nebbia                                              | Oh, oh, Rosy/Bevo                                      |
| 363 488 PF         | 1960           | Arturo Testa                                            | Senza di te/La città solitaria                         |
| 363 490 PF         | 1960           | Vicky Mongardi                                          | O Dio mio/Poor me                                      |
| 363 491 PF         | 1960           | Vicky Mongardi                                          | Sayonara/Estate violenta                               |
| 363 505 PF         | 1960           | Don Marino Barreto Junior                               | Il nostro concerto/Che bella cosa sei                  |
| 363 506 PF         | 1960           | Wilma De Angelis                                        | Corriamoci incontro/Un Paradiso da vendere             |
| 363 507 PF         | 1960           | Rob Nebbia                                              | Sciummo/La crema sulle spalle                          |
| 363 508 PF         | 1960           | Wilma De Angelis                                        | Uno a te, uno a me/Milord                              |
| 363 509 PF         | 1960           | Rik Rolando con i professori di Luciano                 | My cucuzza/Amaro tango                                 |
| 363 514 PF         | 1960           | Arturo Testa                                            | Il nostro concerto/Changò                              |
| 363 516 PF         | 1960           | Vanja Orico                                             | Vai amore vai/Jangadeiro                               |
| 363 517 PF         | 1960           | Arturo Testa                                            | Deve andare/Saprò che sei tu                           |
| 363 518 PF         | 1960           | Wilma De Angelis                                        | Facciamo la pace/Tu sei simile a me                    |
| 363 522 PF         | 1960           | Wilma De Angelis                                        | Valentino/Due note                                     |
| 363 524 PF         | 1960           | Rob Nebbia e i suoi Diabolici                           | Uno qualunque/Hallo cow-boy                            |
| 363 525 PF         | 1961           | Arturo Testa                                            | Febbre di musica/Non mi dire chi sei                   |
| 363 526 PF         | 1961           | Wilma De Angelis                                        | Patatina/Carolina, dai                                 |
| 363 529 PF         | 1961           | Arturo Testa                                            | Febbre di musica/Lady Luna                             |
| 363 530 PF         | 1961           | Elena Sedlak                                            | Sorry/Per un po'                                       |
| 363 532 PF         | 1961           | Don Marino Barreto Junior                               | Hai rifiutato le mie rose/Era tan linda                |
| 363 537 PF         | 1961           | Wilma De Angelis                                        | Valentino/La ruota dell'amore                          |
| 363 540 PF         | 1961           | Arturo Testa                                            | Linda Gitana/Little Kimono                             |
| 363 541 PF         | 1961           | Arturo Testa                                            | Exodus/I Magnifici Sette                               |
| 363 542 PF         | 1961           | Don Marino Barreto Junior                               | Sei proibita per me/Luna di lana                       |
| 363 543 PF         | 1961           | Rossana                                                 | Czarda in blue/Rue de Siam                             |
| 363 548 PF         | 1961           | Gianni Pucci                                            | Mish Mash cha cha cha/Scetate                          |
| 363 550 PF         | 1961           | Fausto Rinaldi                                          | Non dimenticarti di Riccione/Filomena cha cha cha      |
| 363 551 PF         | 1961           | Wilma De Angelis                                        | Gigogin '61/Il mio amore... è un bersaglier!..         |
| 363 552 PF         | 1961           | Don Marino Barreto Junior                               | Telefonami/Tu sei fatta di nebbia                      |
| 363 553 PF         | 1961           | Don Marino Barreto Junior                               | Sivori cha cha cha/Merengue bianconero                 |
| 363 554 PF         | 1961           | Wilma De Angelis                                        | Parisienne/La fortuna                                  |
| 363 555 PF         | 1961           | Wilma De Angelis                                        | Ho smarrito un bacio/Sogni di sabbia                   |
| 363 556 PF         | 1961           | Rik Rolando                                             | Ho vegliato/Ti amo                                     |
| 363 560 PF         | 1961           | Rob Nebbia                                              | La morosa/La panchina                                  |
| 363 564 PF         | 1961           | Gianni Pucci                                            | Ultimo arpeggio/Perle                                  |
| 363 567 PF         | 1961           | Don Marino Barreto Junior                               | La novia/Regalami una notte                            |
| 363 568 PF         | 1961           | Luciano Rondinella                                      | Santa Lucia/Addio ammore                               |
| 363 571 PF         | 1961           | Rossana                                                 | Giostre/Perfidia                                       |
| 304 012 BF         | 1962           | Paul e Paula                                            | Hey Paula/Bobby is the one                             |
| 363 573 PF         | 1962           | Rik Rolando con i professori di Luciano                 | T'ho vista a un cocktail/Sui marciapiedi               |
| 363 575 PF         | 1962           | Don Marino Barreto Junior                               | Telefonami/Cantando nel buio                           |
| 363 578 PF         | 1962           | Arturo Testa                                            | Ma tu ricordi/Kiss me così                             |
| 363 583 PF         | 1962           | Rossana                                                 | Due cipressi/Aspettandoti                              |
| 363 589 PF         | 1962           | Arturo Testa                                            | Ed il cielo pianse/Johnny lo farà                      |
| 363 591 PF         | 1962           | Wilma De Angelis                                        | Birilli/Midnight in Moskow (Non puoi impedirmi d'amar) |
| 363 595 PF         | 14 maggio 1962 | Arturo Testa                                            | Addio palcoscenico/Regalo un'alba                      |
| 363 597 PF         | 1962           | Gianni Pucci                                            | Il twist del barbiere/Girotondo twist                  |
| 363 599 PF         | 1962           | Rossana                                                 | Latin lover/Ritorna l'amore                            |
| 363 601 PF         | 1962           | Luciano Rondinella                                      | Funiculì Funiculà/Luna nova                            |
| 363 606 PF         | 1962           | Angela                                                  | Popotito/Speedy Gonzales                               |
| 363 609 PF         | 1962           | Angela                                                  | Un soffio d'ali/Non finirò d'amarti                    |
| 363 615 PF         | 1962           | Arturo Testa                                            | Se guardo nei tuoi occhi/Johnny lo farà                |
| 363 616 PF         | 1962           | Wilma De Angelis                                        | Scritto su un albero/La sceriffa dell'Arkansas         |
| 363 619 PF         | 1962           | Wilma De Angelis                                        | Brigantella/Sentimentale                               |
| 363 621 PF         | 1962           | Arturo Testa                                            | Nun turnà/Tammurriata twist                            |
| 363 622 PF         | 1962           | Wilma De Angelis                                        | Alì Babà...ciami/Mi piace la musica                    |
| 363 629 PF         | 1962           | Wilma De Angelis                                        | Lettera d'amore/Gin gin gin                            |
| 363 630 PF         | 1962           | Wilma De Angelis (sul lato A) Arturo Testa (sul lato B) | Gambadilegno senza ritegno/Paperino cantautore         |
| 363 634 PF         | 1963           | Wilma De Angelis                                        | Non costa niente/Se passerai di qui                    |
| 363 640 PF         | 1963           | Arturo Testa                                            | Maria/Stanotte si (Tonight) dal film West Side Story   |
| 363 642 PF         | 1963           | Angela                                                  | Fino alla fine del mondo/Io la penso così              |
| 363 643 PF         | 1963           | Elsa Quarta                                             | Esta noche/Quattro chitarre                            |
| 363 648 PF         | 1963           | Elsa Quarta                                             | Esta noche/La forza di lasciarti                       |
| 363 651 PF         | 1963           | Esther Ofarim                                           | Non andar/E un giorno verrà                            |
| 363 656 PF         | 1963           | Loris Banana                                            | Ma che mondo.../Io solo lo so                          |
| 363 658 PF         | 1963           | Elsa Quarta                                             | A braccia aperte/Se ti parlo di lui                    |
| 363 659 PF         | 1963           | Arturo Testa                                            | Sabbia/I giorni del vino e delle rose                  |
| 363 663 PF         | 1963           | Wilma De Angelis                                        | Ma dove?/Ti amo                                        |
| 363 666 PF         | 1963           | Arturo Testa                                            | Una notte di primavera/La notte è nostra               |
| 363 671 PF         | 1964           | Anna Minuzzi                                            | Con quel bacio/Quante ore                              |
| 363 672 PF         | 1964           | Luisa Casali                                            | Questo mio amore/Primo amore                           |
| 363 674 PF         | 1964           | Loris Banana                                            | Dimmi chi sei/Ventimila parole                         |
| 363 679 PF         | 1964           | Arturo Testa                                            | Giù il cappello/Donne e doping                         |
| 363 683 PF         | 1964           | Loris Banana                                            | Stai fermo con le mani/Tra un minuto piangerò          |
| 363 685 PF         | 1964           | Elsa Quarta                                             | Prego non piangere/Se ti parlo di lui                  |
| 363 686 PF         | 1964           | Wilma De Angelis                                        | Amore nella conchiglia/Se devi andare                  |
| 363 688 PF         | 1964           | Loris Banana                                            | L'uovo fresco/Non so chi sei                           |
| 363 693 PF         | 1964           | Arturo Testa                                            | Sole 'e Luglio/Napule è una!                           |
| 363 694 PF         | 1964           | Alberto Anelli                                          | Preghiera negra/Chiederò                               |
| 363 695 PF         | 1964           | Wilma De Angelis                                        | Garcon/I ragazzi nell'amore                            |
| 363 696 PF         | 1964           | Loris Banana                                            | Io solo lo so/Ma che mondo!                            |
| 363 697 PF         | 1965           | Luisa Casali                                            | Solo tu resterai/Cosa ci resta                         |
| 363 698 PF         | 1965           | Arturo Testa                                            | ... Ma di sera/Mi rifugio in te                        |
| 373 668 PF         | 1966           | Patrick Samson & Les Pheniciens                         | Un grosso scandalo/Finché non torni più                |
| 373 702 PF         | 1966           | Arturo Testa                                            | Mamma, con te/Angelo azzurro                           |
| 373 703 PF         | 1966           | Sonia                                                   | Ti hanno visto/Cono panna e fragola                    |
| 373 704 PF         | 1966           | Elsa Quarta                                             | Prima che finisca l'amore/Prima di perdere             |
| 363 708 PF         | 1966           | Luis Alberto del Paranà e Los Paraguayos                | Quando vado sulla riva/Luna, luna                      |
| 363 710 PF         | 1966           | Alberto Anelli                                          | Pioggia a Venezia/Puoi ridere di me                    |
| 363 711 PF         | 1966           | Elsa Quarta                                             | Ai nostri tempi/E poi succede                          |
| 373 741 PF         | 1966           | Patrick Samson & Les Pheniciens                         | Chi può dirmi/Valerie                                  |
| 363 716 PF         | 1967           | Tony Mark & The Markmen                                 | L'amico mio/Come l'acqua                               |
| 363 721 PF         | 1967           | Tony Mark & The Markmen                                 | Ha Ha quanti clowns/Follemente vivo                    |
| 363 722 PF         | 1967           | Annarita Spinaci                                        | Sei prigioniero come me/Ciao caro                      |
| 363 723 PF         | 1967           | Annarita Spinaci                                        | Canta/Una ragazza moderna                              |
| 363 725 PF         | 1968           | Annarita Spinaci                                        | E' tutta di musica/Non so esattamente                  |
| 363 726 PF         | 1968           | Annarita Spinaci                                        | Stanotte sentirai una canzone/Se tu fossi innamorato   |
| 363 727 PF         | 1968           | Annarita Spinaci                                        | Se mi baci/E poi perché                                |
| 363 728 PF         | 1968           | Franco Battiato                                         | E' l'amore/Fumo di una sigaretta                       |
| 363 732 PF         | 1968           | Annarita Spinaci                                        | Ciao caro/Se prigioniero come me                       |
| 363 733 PF         | 1968           | Solidea                                                 | Meravigliosamente/Ballata di periferia                 |
| 363 736 PF         | 1969           | Armando Savini                                          | Non c'è che lei/Usciamo di qui                         |
| 363 738 PF         | 1969           | Tereza                                                  | Due ragazzi/Sinfonia                                   |
| 363 740 PF         | 1969           | Gloria Christian                                        | Quando l'amore viene/Ho tanta voglia di te             |
| 363 743 PF         | 1969           | Lally Stott                                             | Signora Jones/Io piego le ginocchia                    |
| 363 746 PF         | 1969           | Don Marino Barreto Junior                               | La strada che non c'è/Signora illusione                |
| 363 747 PF         | 24 maggio 1969 | Tony e Vana                                             | Estati amare/Il giardino dell'amore                    |
| 363 748 PF         | 14 luglio 1969 | Vana                                                    | Ed ora si (I want to live)/Tu c'eri già                |
| 363 752 PF         | 1969           | Franco Battiato                                         | Sembrava una serata come tante/Gente                   |
| 363 760 PF         | 1969           | Francesco Banti                                         | Ehi lo sai/Giorni che corrono                          |
| 363 764 PF         | 1969           | Marisa Beltrami                                         | Poi ci si lascia/L'amore, il suo colore                |

### 45 giri - serie 6025 (1970 - 1981)
| Numero di catalogo | Anno              | Interprete                                     | Titoli                                                                |
| ------------------ | ----------------- | ---------------------------------------------- | --------------------------------------------------------------------- |
| 6025 003           | 1970              | Francesco Banti                                | Ora vivo/Cappuccetto rosso                                            |
| 6025 004           | 1970              | Dino Drusiani                                  | Ora vivo/Una città tra noi                                            |
| 6025 007           | 1970              | Giorgio Laneve                                 | Amore dove sei?/Sono un vagabondo                                     |
| 6025 010           | 1970              | Armando Savini                                 | Buttala a mare/Serenata d'amore                                       |
| 6025 011           | 1970              | Gianni Farano                                  | Quasi le sei/Un portone sbattuto                                      |
| 6025 013           | 1970              | Lally Stott                                    | Chirpy chirpy, cheep cheep (Cirpi cirpi, cip cip)/Henry James         |
| 6025 016           | 1970              | Lolita                                         | Dicitencello vuje/Notte chiara                                        |
| 6025 019           | 1970              | Gianni Farano                                  | Mercato persiano/Resta con me amore mio                               |
| 6025 021           | 1970              | Don Marino Barreto Junior                      | Darlà dirladadà/Non so                                                |
| 6025 022           | 1970              | Le Orme                                        | Il profumo delle viole/I ricordi più belli                            |
| 6025 026           | 1971              | Pippo Baudo                                    | Gingi/La freccia d'oro                                                |
| 6025 027           | 1971              | Patty Pravo                                    | Love Story/Di vero in fondo                                           |
| 6025 029           | 1971              | Lally Stott                                    | Jakaranda/Love Is Free, Love Is Blind, Love Is Good                   |
| 6025 030           | 1971              | Giorgio Laneve                                 | La leggenda del mare d'argento/Riapri gli occhi, poi                  |
| 6025 031           | 1971              | Franco Battiato                                | Vento caldo/Marciapiede                                               |
| 6025 038           | 1971              | Mosè                                           | Dì di sì/Preghiera a san Francesco                                    |
| 6025 041           | 1971              | Patty Pravo                                    | Non ti bastavo più/Canzone degli amanti                               |
| 6025 042           | 1971              | Modus Vivendi                                  | Goodbye/Follow Me                                                     |
| 6025 048           | 1971              | Le Orme                                        | Sguardo verso il cielo/Cemento armato                                 |
| 6025 053           | 1972              | Maria Scicolone                                | Non finisce mai/Non finisce mai (versione strumentale)                |
| 6025 054           | 1972              | Patty Pravo                                    | Io/Un po' di più                                                      |
| 6025 056           | 1972              | Gens                                           | Per chi/Piccolo grande amore                                          |
| 6025 061           | 1972              | Fausto Leali                                   | Karany karanuè/Buongiorno professore                                  |
| 6025 062           | 1972              | Forza Motrice                                  | Lady Hi, Lady Ho/Un po' di sabbia, un po' di fantasia                 |
| 6025 071           | 1972              | Mosè                                           | Auxilium/Come ho voluto io                                            |
| 6025 072           | 1972              | Gens                                           | Anche un fiore lo sa/La nostra realtà                                 |
| 6025 073           | 1972              | Le Orme                                        | Gioco di bimba/Figure di cartone                                      |
| 6025 076           | 1972              | I Gatti Rossi                                  | E dire che a maggio/Se ne va                                          |
| 6025 084           | 1973              | Pier Bozzetti                                  | Armony/Nello spazio di una sera                                       |
| 6025 086           | 1973              | Italo Janne                                    | Esisteva un'anima/Ancora una volta                                    |
| 6025 089           | 1973              | Gens                                           | Cara amica mia/Quella sera                                            |
| 6025 091           | 1973              | Augusto Martelli                               | L'oracolo di Delpho/Puerto Rico                                       |
| 6025 092           | 1973              | Mersia                                         | Dissolvenza/Tu non mi manchi                                          |
| 6025 097           | 1973              | Augusto Martelli lato A / Lina Volonghi lato B | Sandokan e i suoi pirati/Il Genoa nel mondo in 80 anni                |
| 6025 101           | 1973              | Le Orme                                        | Felona/L'equilibrio                                                   |
| 6025 107           | 1973              | Patrick Samson                                 | Melody Lady (melancolie)/Una volta l'amore                            |
| 6025 112           | 1974              | Gens                                           | Quanto freddo c'è (negli occhi tuoi)/Uno di noi                       |
| 6025 116           | 1974              | Patrick Samson                                 | Grazie/Everything's Getting Blue                                      |
| 6025 118           | 1974              | Marisa Sacchetto                               | Sei nella mia vita/Conclusioni                                        |
| 6025 124           | 1974              | Le Orme                                        | Frutto acerbo/Aliante                                                 |
| 6025 125           | 1974              | Gens                                           | L'uomo nasce/Uno di noi                                               |
| 6025 127           | 1974              | Filippo Trecca                                 | Zucchero e caffè/Alle sette della sera                                |
| 6025 134           | 1975              | Le Orme                                        | Sera/India                                                            |
| 6025 135           | 1975              | Caterina Valente                               | Roma amore/Roma amore (strumentale)                                   |
| 6025 137           | 1975              | Palladium                                      | Piccolo mondo vai/Che uomo sono io                                    |
| 6025 138           | 1975              | Vanna Leali                                    | È lui/Ci sarò                                                         |
| 6025 143           | 1975              | Roberto Vecchioni                              | Irene/Canzone per Laura                                               |
| 6025 145           | 26 settembre 1975 | Grazia Vitale                                  | Torna/La mia stagione                                                 |
| 6025 148           | 1976              | Le Orme                                        | Amico di ieri/Ora o mai più                                           |
| 6025 153           | 1976              | Le Orme                                        | Canzone d'amore/È finita una stagione                                 |
| 6025 158           | 1976              | Leano Morelli                                  | Un amore diverso/A meno che...                                        |
| 6025 160           | 1976              | Renzo D'Angelo                                 | Da solo/Dany                                                          |
| 6025 161           | 1976              | Roberto Vecchioni                              | Velasquez/Pani e pesci                                                |
| 6025 163           | 1976              | Le Orme                                        | Regina al Troubadour/Verità nascoste                                  |
| 6025 164           | 1976              | Madrugada                                      | Katmandu/È triste il vento                                            |
| 6025 165           | 1977              | Leano Morelli                                  | Io ti porterei/C'eri anche tu                                         |
| 6025 168           | 1977              | Alessandro Pintus                              | L'hai voluto soltanto tu/Stai con me                                  |
| 6025 175           | 13 luglio 1977    | Roberto Vecchioni                              | Samarcanda/Canzone per Sergio                                         |
| 6025 181           | 28 novembre 1977  | Grazia Vitale                                  | Flash/Buio                                                            |
| 6025 184           | 1977              | D.M. System Orchestra                          | Piano/... e voglio te                                                 |
| 6025 185           | 1977              | Le Orme                                        | Se io lavoro/Storia o leggenda                                        |
| 6025 189           | 1978              | Lucia Chiarentin                               | Scusami se puoi/Un breve mattino d'estate                             |
| 6025 190           | 1978              | Michele Lacerenza                              | T tango/Eternal love                                                  |
| 6025 196           | 1978              | Evelyn Hanack                                  | Pornography/Love can be all                                           |
| 6025 198           | 1978              | Antonello Venditti                             | Sotto il segno dei pesci/Sara                                         |
| 6025 204           | 1978              | Leano Morelli                                  | Cantare, gridare sentirsi tutti uguali/Se un giorno non mi amassi più |
| 6025 205           | 1978              | La Stanza della Musica                         | Chi non è innamorato/Er giorno der giudizio                           |
| 6025 206           | 1978              | Roberto Vecchioni                              | Stranamore (pure questo è amore)/Il capolavoro                        |
| 6025 207           | 18 giugno 1978    | Ugolino                                        | Ti vacanzi tu!? Mi vacanzo anch'io/Com'era bello                      |
| 6025 210           | 1978              | Leo Davide                                     | Vai alla deriva/Il mio diario                                         |
| 6025 211           | 9 ottobre 1978    | Alberto Fortis                                 | Il duomo di notte/Milano e Vincenzo                                   |
| 6025 216           | 1978              | Antonello Venditti                             | Bomba o non bomba/Giulia                                              |
| 6025 217           | 1978              | Charles Aznavour                               | Maria che se ne va/Tu e solamente tu                                  |
| 6025 223           | 1978              | Teresa Gatta                                   | Cantadonna/Signor pinco palino                                        |
| 6025 229           | 1979              | Orietta Berti e Claudio Lippi                  | Ecco arrivare i Barbapapà/Il paese di Barbapapà/L'opera delle rane    |
| 6025 233           | 1979              | Leano Morelli                                  | C'è mancato poco/La guerra dei sessi                                  |
| 6025 234           | 1979              | Roberto Benigni                                | L'inno del corpo sciolto/Playboy                                      |
| 6025 236           | 1979              | Le Orme                                        | Fine di un viaggio/Il mago                                            |
| 6025 237           | 1979              | Carlo Siliotto                                 | C'è una donna/L'isola di Lamu                                         |
| 6025 239           | 1979              | Fabio Concato                                  | Zio Tom/Clic                                                          |
| 6025 240           | 1979              | Gino D'Eliso                                   | Come sempre primavera/L'ora del te                                    |
| 6025 242           | 1979              | Antonello Venditti                             | Buona domenica/Mezzanotte                                             |
| 6025 245           | 1979              | Alberto Fortis                                 | La sedia di lillà/L'amicizia                                          |
| 6025 246           | 1979              | Massimo Bubola                                 | Chi ruberà/Bar dei cuori infranti                                     |
| 6025 248           | 1979              | Roberto Benigni                                | Pantheon/Paese                                                        |
| 6025 250           | 1979              | Antonello Venditti                             | Robin/Stai con me                                                     |
| 6025 252           | 1980              | Le Orme                                        | Piccola rapsodia dell'ape/Raccogli le nuvole                          |
| 6025 253           | 1980              | Alberto Fortis                                 | Prendimi fratello/T'innamori                                          |
| 6025 264           | 1980              | Tina & The Italians                            | E adesso te ne puoi andar/Baby                                        |
| 6025 272           | 1980              | Roberto Vecchioni                              | Montecristo/La città senza donne                                      |
| 6025 278           | 1981              | Alberto Fortis                                 | La nena del Salvador/La grande grotta                                 |

### 45 giri - serie 8xx (dal 1982)
| Numero di catalogo | Anno | Interprete                                              | Titoli                                        |
| ------------------ | ---- | ------------------------------------------------------- | --------------------------------------------- |
| 814 997-7          | 1983 | Gigi Proietti                                           | Fox-trot/Apri la fine                         |
| 818 424-7          | 1984 | Fabio Vanni                                             | Lei balla sola/Eri tu                         |
| 880 896-7          | 1985 | Fabio Vanni                                             | Cuore (Non fermarti)/Per fortuna c'è l'estate |
| 880 964-7          | 1985 | Claudio Carnielli                                       | Elena/Stai                                    |
| 884 4057           | 1986 | Alberto Fortis                                          | Stelle nella notte/Love is alive              |
| 870 199-7          | 1988 | Biagio Antonacci                                        | Voglio vivere in un attimo/Fiore              |
| 872 370-7          | 1988 | Fabio Concato (sul lato A) Franco D'Andrea (sul lato B) | 051-222525/051-222525 versione jazz club      |
| 875 154-7          | 1988 | Biagio Antonacci                                        | Fiore/Le mie donne                            |
| 876 204-7          | 1989 | Denovo                                                  | Buon umore/Non c'è più posto in Paradiso      |